# Nogomain
 (janvier 2018).
Nogomain (ou Nogamain) est, dans la mythologie des Aborigènes d'Australie, un dieu qui peut donner des enfants-esprits à des parents mortels. Il se créa lui-même à partir de rien,.